# Erruhhuraa (Meemu)
Pour les articles homonymes, voir Erruhhuraa.
Erruhhuraa est une petite île inhabitée des Maldives. Elle n'est désormais qu'un banc de sable. 

## Géographie
Erruhhuraa est située dans le centre des Maldives, au Sud-Est de l'atoll Mulaku, dans la subdivision de Meemu. 